# V údolí Elah
V údolí Elah (anglicky In the Valley of Elah; česky také V údolí smrti) je americké kriminální drama z roku 2007 napsané a režírované Paulem Haggisem. Název odkazuje na biblické údolí Elah, v němž se odehrála bitva mezi Davidem a Goliášem. V hlavních rolích se představili Tommy Lee Jones, Charlize Theronová a Susan Sarandonová.
Příběh byl napsán na motivy skutečné události, ačkoli jména osob a místa byla pozměněna. Haggisův scénář staví na článku „Death and Dishonor“ (Smrt a zneuctění) z roku 2004, který publikoval novinář Mark Boal v pánském časopise Playboy.
Zápletka je rozvíjena na otcově pátrání po zmizelém synu, vojákovi, jenž se vrátil z irácké mise. Po nalezení znetvořeného těla, pokračuje otec v hledání synových vrahů. Snímek se také dotýká témat týrání vězňů a posttraumatické stresové poruchy, jakožto následku nasazení vojáků v aktivním boji.

## Děj
Film vypráví příběh o válečném veteránu Hankovi Deerfieldu (Tommy Lee Jones), jeho manželce Joan (Susan Sarandonová) a pátrání po jejich synu Mikovi (Jonathan Tucker). Ten po návratu z iráckého nasazení zmizel z vojenské základny. Otec, bývalý důstojník vojenské policie, na stejné základně sloužil. Na vlastní pěst se vydává pohřešovaného syna hledat. V úsilí mu pomáhá policejní vyšetřovatelka Emily Sandersová (Charlize Theronová), která na případu oficiálně pracuje.
Mikovo tělo je nalezeno ohořelé a rozčtvrcené na odlehlém pozemku. Situace je ztížena sporem mezi státní a vojenskou policií nad dozorováním případu, v důsledku nejasností, zdali k vraždě došlo na armádním či městském pozemku. Vojenští vyšetřovatelé předpokládají, že byl Mike zapleten do obchodu s drogami a zavražděn překupníky. Jeho kamarádi z čety, kteří s ním byli o víkendové noci naposledy spatřeni, lžou Deerfieldovi i policii. Bývalý vojenský vyšetřovatel se Sandersové svěřuje, že ačkoli vojáci pravděpodobně nehovoří pravdu, jistě by spolubojovníci z jedné války nebyli schopni zavraždit přítele.
Přesto vychází najevo, že Deerfieldův předpoklad byl chybný. Během sobotní noční vycházky došlo, jako již mnohokrát předtím, k bezvýznamné hádce, která ovšem skončila tragicky. Voják, jenž se následně přiznává k vraždě za pomoci nože, se Mikovu otci omlouvá. Jeho verbální projev se však zdá být odtržený od přirozené emoční reakce, což naznačuje přítomnost posttraumatické stresové poruchy – následek nasazení v Irácké válce.

## Obsazení
| Tommy Lee Jones    | Hank Deerfield                      |
| Jonathan Tucker    | specialista Mike „doktor“ Deerfield |
| Charlize Theronová | detektiv Emily Sandersová           |
| Susan Sarandon     | Joan Deerfieldová                   |
| Frances Fisherová  | Eve                                 |
| Wayne Duvall       | detektiv Nugent                     |
| Jason Patric       | nadporučík Kirklander               |
| Victor Wolf        | vojín Robert Ortiez                 |
| Brent Briscoe      | detektiv Hodge                      |
| James Franco       | četař první třídy Dan Carnelli      |
| Greg Serano        | detektiv Manny Nuñez                |
| Barry Corbin       | Arnold Bickman                      |
| Brent Sexton       | poručík Burke                       |
| Josh Brolin        | šerif Buchwald                      |
| Devin Brochu       | David Sanders                       |
| Zoe Kazanová       | Angie                               |
| Wes Chatham        | desátník Steve Penning              |
| Glenn Taranto      | detektiv Wayne                      |
| Jake McLaughlin    | specialista Gordon Bonner           |
| Sean Huze          | kapitán Jim Osher                   |
| Mehcad Brooks      | specialista Ennis Long              |
| Pierre Barrera     | barman v klubu TD                   |
| Rick Gonzalez      | technik telefonů                    |

## Produkce

### Předloha
Ačkoli jsou jména postav a lokalit fiktivní, samotný příběh je založen na událostech vraždy vojáka Richarda T. Davise z posádky Baker, náležící k americkému 15. pěšímu pluku (1–15 IN). Jednalo se o amerického válečného veterána, který se z irácké války vrátil v roce 2003. Krátce na to byl zavražděn. Jeho otec Lanny Davis, dříve pracující jako důstojník vojenské policie, se rozhodl zločin vyšetřovat na vlastní pěst, což odráží filmový příběh. Davis na adresu snímku uvedl: „Je to silný příběh a dobrý film. Nutí hodně lidí k zamyšlení.“
Nezávislý novinář Mark Boal napsal v roce 2004 článek o Davisově vraždě nazvaný „Death and Dishonor“, který otiskl časopis Playboy. Haggis jím byl inspirován k převedení do filmového scénáře.
V roce 2006 byl Davisův příběh odvyprávěn v díle „Duty, Death and Dishonor“ televizního programu 48 Hours Mystery, jenž vysílala stanice CBS News.
Roku 2009 pak nakladatelství Chicago Review Press vydalo knihu o Davisově vraždě pod jménem Murder in Baker Company: How Four American Soldiers Killed One Of Their Own z kategorie literatury faktu, jejíž autorkou se stala Cilla McCainová.

### Hlavní role
Haggis původně psal roli Hanka Deerfielda pro herce Clinta Eastwooda. Ten však postavu odmítl pro již existující závazky na jiných projektech.

### Promítání
Na Benátském filmovém festivalu měl snímek premiéru 1. září 2007 a poté byl uveden také na Torontském mezinárodním filmovém festivalu. Premiéra ve Spojených státech proběhla 14. září 2007. Tržby z amerických kin činily 6,5 miliónu a celkový výdělek dosáhl přibližné výše 23 miliónů dolarů. Ve Velké Británii se premiéra uskutečnila 18. ledna 2008.

## Nominace a ocenění
Na Benátském filmovém ferstivalu 2007, kde film soutěžil o Zlatého medvěda, obdržel Haggis cenu udílenou SIGNIS. Tommy Lee Jones byl za svůj výkon nominován na Oscara za nejlepší mužský herecký výkon v hlavní roli.